# Nils Grabbe
Nils Grabbe, död 1549 på Grabbacka i Karis, var en finländsk partigängare under Gustav Vasas befrielsekrig.
Nils Grabbe var son till häradshövdingen Måns Andersson. Han nämns redan under hösten 1521 bland det danska partiets motståndare i Finland där han med skärgårdsbåtar anföll i kusttrakterna från Borgå i öster till Kumo gård i Väster. När Sören Norby våren 1522 besegrat de svenska upprorstrupperna i Finland och tvingat dem att retirera över Bottenviken stannade Grabbe kvar och fortsatte sin kamp. 1523 var han befälhavare på skeppet Ugglan utanför Reval och deltog i oktober samma år i erövringen av Viborgs slott. 1524 utsågs han till hövitsman i Raseborgs län. Grabbe var under denna tid en av Gustav Vasas mest betrodda undersåtar i Finland. 1528 deltog han vid rådmötet i Lödöse, 1529 satt han i den domstol som dömde Västgötaherrarna och sedan 1528 Erik Joakimsson Fleming förlänats Raseborgs län fick han i stället bistå Johan av Hoya som hövitsman i Viborgs län. 1529 utsågs Grabbe till häradshövding i Raseborgs län. Då Johan av Hoya hamnade i onåd hos kungen fick han tillsammans med Erik Fleming uppdrag att ta kontrollen över Viborgs slott och blev därefter ensam hövitsman över slottet och länet. Kungen blev dock ganska snart missnöjd med Grabbe, som spenderade huvuddelen av sina medel på trupper. Ryssarna genomförde flera gånger överfall på bönder på den svenska sidan, och då de 1544 dödat 25 personer begärde Grabbe lov att få genomföra en hämndaktion, något som Gustav Vasa motsatte sig. Han begärde samma år att få bli befriad från sin post som hövitman över länet, något som ett år senare beviljades. Han kvarstod dock fram till sin död som häradshövding i Raseborgs län.